# Józef Kuciński
Józef Kuciński herbu Ogończyk (zm. ok. 1790) – podczaszy łęczycki w latach 1759–1778.
W 1764 roku był elektorem Stanisława Augusta Poniatowskiego z województwa łęczyckiego. Członek konfederacji radomskiej w 1767 roku.